# ویسه
ویسه در شاهنامه فرزند وزیر یمن و از نوادگان ضحاک است. وی پدر پیران و سپهبد پشنگ بود و در رایزنی برای نبرد با ایرانیان حضور داشت. افراسیاب او را به یاری کروخان به دنبال شبستان نوذر بسوی پارس فرستاد.
فردوسی در بیتی از شاهنامه، از ویسه، چنین یاد کرده‌است:
| سپهبدش چون ویسه تیزچنگ |  | که سالار بُد بر سپاه پشنگ |

## ویسه در شاهنامه
هنگامی که جنگ پشنگ به فرمان پشنگ صادر شد، افراسیاب جوان سپهسالار توران به مرزهای ایران یورش آورد و در نزدیکی دهستان محل استقرار نوذر و سپاه ایران سه جنگ بزرگ با لشکر نوذر در گرفت. در ابتدای نبرد نخست، بارمان پسر ویسه که پهلوانی بزرگ بود هماورد خواست و قباد برادر کهنسال قارن (کارن پسر کاوه آهنگر) سپهسالار سپاه نوذر و ایرانیان ، به رزم با او شتافت و بارمان بر او غلبه کرد و اورا کشت. پس از جدا شدن قارن از نوذر و رفتن قارن همراه با گروهی از لشکر ایران به سوی پارس برای دفاع از زنان و خانواده سربازان، در نزدیکی دژ سپید با بارمان روبرو می شود و در نبردی بارمان را می کشد. افراسیاب که از رفتن قارن خبردار می شود دستور می دهد که بارمان به دنبال قارن برود و جلوی اورا بگیرد. اما وقتی به او خبر می دهند که بارمان قبلا کشته شده، به ویسه میگوید که با لشکری جنگاور به سوی قارن برود و هم اورا شکست دهد و هم انتقام خون پسرش بارمان را بگیرد.
| بشد ویسه سالار توران سپاه |  | ابا لشکری نامور کینه خواه |

ویسه به لشکر قارن می رسد و به کین فرزندش با قارن نبرد نمود و قبل از نبرد خطاب به قارن گفت:
| ز قلب سپه ویسه آواز داد    |  | که شد تاج و تخت بزرگی به باد |
| ز قنّوج تا مرز کابلستان     |  | همان تا در بُست و زابلستان    |
| همه سر بسر پاک در چنگ ماست |  | بر ایوانها نقش و نیرنگ ماست  |
| کجا یافت خواهی تو آرامگاه  |  | ازان پس کجا شد گرفتار شاه    |

پس از نبرد دو لشکر و کشته شدن بسیاری، ویسه شکست می خورد و از جنگ روی بر می گرداند و به نزد افراسیاب بر می گردد.
ویسه، پدر پیران ویسه از شخصیت های بارز و خردمند شاهنامه است.